# Sisicus
Sisicus is een geslacht van spinnen uit de familie hangmatspinnen (Linyphiidae).

## Soorten
De volgende soorten zijn bij het geslacht ingedeeld:
- Sisicus apertus (Holm, 1939)
- Sisicus penifusifer Bishop & Crosby, 1938
- Sisicus volutasilex Dupérré & Paquin, 2007